# Amstetten, Alb-Donau
Amstetten (phát âm tiếng Đức: [ˌamˈʃtɛtn̩]) là một đô thị thuộc huyện Alb-Donau, bang Baden-Württemberg, Đức. Đô thị này có diện tích 49,8km², dân số thời điểm 31 tháng 12 năm 2020 là 4061 người.